# 階上町立赤保内小学校
階上町立赤保内小学校（はしかみちょうりつ あかぼないしょうがっこう）は、青森県三戸郡階上町赤保内にある公立小学校。

## 沿革
- 1900年（明治33年）4月20日 - 大字赤保内25番地の佐藤栄次郎宅を借りて校舎に充て、階上尋常小学校耳ヶ吠分校として創立。
- 1901年（明治34年）4月20日 - 大字赤保内24番地の正部家種方氏所有の民家に移転。
- 1912年（大正元年）10月1日 - 字耳ヶ吠1番地に校地を定め、校舎を新築。同日、階上尋常小学校赤保内分校と改称。
- 1918年（大正7年）4月1日 - 字耳ヶ吠6番7号に校地を定め、校舎移転。同時に、控所と職員住宅増築。
- 1923年（大正12年）
  - 3月27日 - 階上尋常小学校から分離独立、高等科を併置し、赤保内尋常高等小学校と改称。
  - 7月5日 - 旧校地を拡張。
- 1924年（大正13年）
  - 1月17日 - 教室増築落成。
  - 10月15日 - 農業補習学校設置。
- 1926年（大正15年）9月15日 - 農業補習学校を青年訓練所に充当。
- 1927年（昭和2年）6月1日 - 米国より、世界児童親善の人形（青い目の人形）が寄贈され、全校朝会で人形歓迎会を開催。
- 1928年（昭和3年）2月4日 - 補習学校に女子部設置。
- 1931年（昭和6年）
  - 6月15日 - 校地拡張し、増築工事に着工。
  - 9月8日 - 増築校舎落成。
- 1941年（昭和16年）4月1日 - 国民学校令により、赤保内国民学校と改称。
- 1947年（昭和22年）
  - 4月1日 - 学制改正により、階上村立赤保内小学校と改称。
  - 9月 - 父母の教師の会を組織する。
- 1950年（昭和25年）1月20日 - 大字赤保内字耳ヶ吠6番地に、新校舎落成。
- 1961年（昭和36年）1月6日 - 屋内体育館兼講堂落成式挙行。
- 1963年（昭和38年）
  - 4月20日 - 校旗・校歌・校章制定。
  - 4月29日 - 校旗樹立記念植林を行う。
- 1966年（昭和41年）3月11日 - 新校舎落成式挙行。
- 1967年（昭和42年）4月21日 - 牛乳給食実施。
- 1968年（昭和43年）8月3日 - 「耳ヶ吠プール開き」行う。
- 1969年（昭和44年）10月25日 - 学校創立七十周年記念式典挙行。
- 1970年（昭和45年）4月20日 - 学校創立記念日。記念式典と記念植樹を行う。
- 1973年（昭和48年）2月12日 - 完全給食実施。
- 1979年（昭和54年）11月18日 - 創立八十周年記念式典挙行。
- 1980年（昭和55年）5月1日 - 階上村の町制施行により、階上町立赤保内小学校と改称。
- 1997年（平成9年）10月7日 - 新校舎落成・創立100周年記念式典。
- 2000年（平成12年）2月17日 - 八戸市立白山台小学校とのテレビ会議交流会を行う[1]。
- 2004年（平成16年）4月23日 - 読書活動優秀実践校文部科学大臣賞受賞。11月19日 - 優良PTA文部科学大臣賞受賞。
- 2010年（平成22年）4月1日 - 登切小学校を統合。
- 2011年（平成23年）4月1日 - 金山沢小学校を統合。
- 2017年（平成29年）4月1日 - 田代小・中学校閉校により学区編入。
- 2019年（令和元年）11月24日 - 創立120周年記念式典挙行し、祝賀会開催。
- 2021年（令和3年）2月15日 - ホームページ開設。

## 学区
- 赤保内・道仏（字耳ヶ吠・字天当平・字横沢山の一部）・平内・晴山沢・金山沢・鳥屋部（字重郎の一部）・田代

## 周辺
- 階上町立階上中学校 - 敷地が隣接、主な進学先中学校でもある。
- 階上郵便局
- 民族資料収集館
- 八戸東消防署階上分署

## アクセス
- 階上町コミュニティバス金山沢線・田代線
  - 「赤保内小学校裏」バス停下車。
  - 「階上郵便局前」バス停下車後、徒歩約165m・約3分。なお、「階上中学校前」バス停からも行けるが、「階上郵便局前」バス停からの距離より、倍の距離がある。
- JR八戸線階上駅から、車で約5.1km・約9分。

## 参考資料
- 『階上町史 通史編Ⅱ』（階上町・2001年2月28日発行）「第三編 教育・第一章 学校教育・第二節 町内小・中学校教育 （三）赤保内小学校」106頁～132頁「◯沿革の概要」
- 『青森県教育史 別巻』（青森県教育委員会・1973年12月20日発行）「学校沿革 小学校」858頁「赤保内小学校」